# Kramermarkt Oldenburg

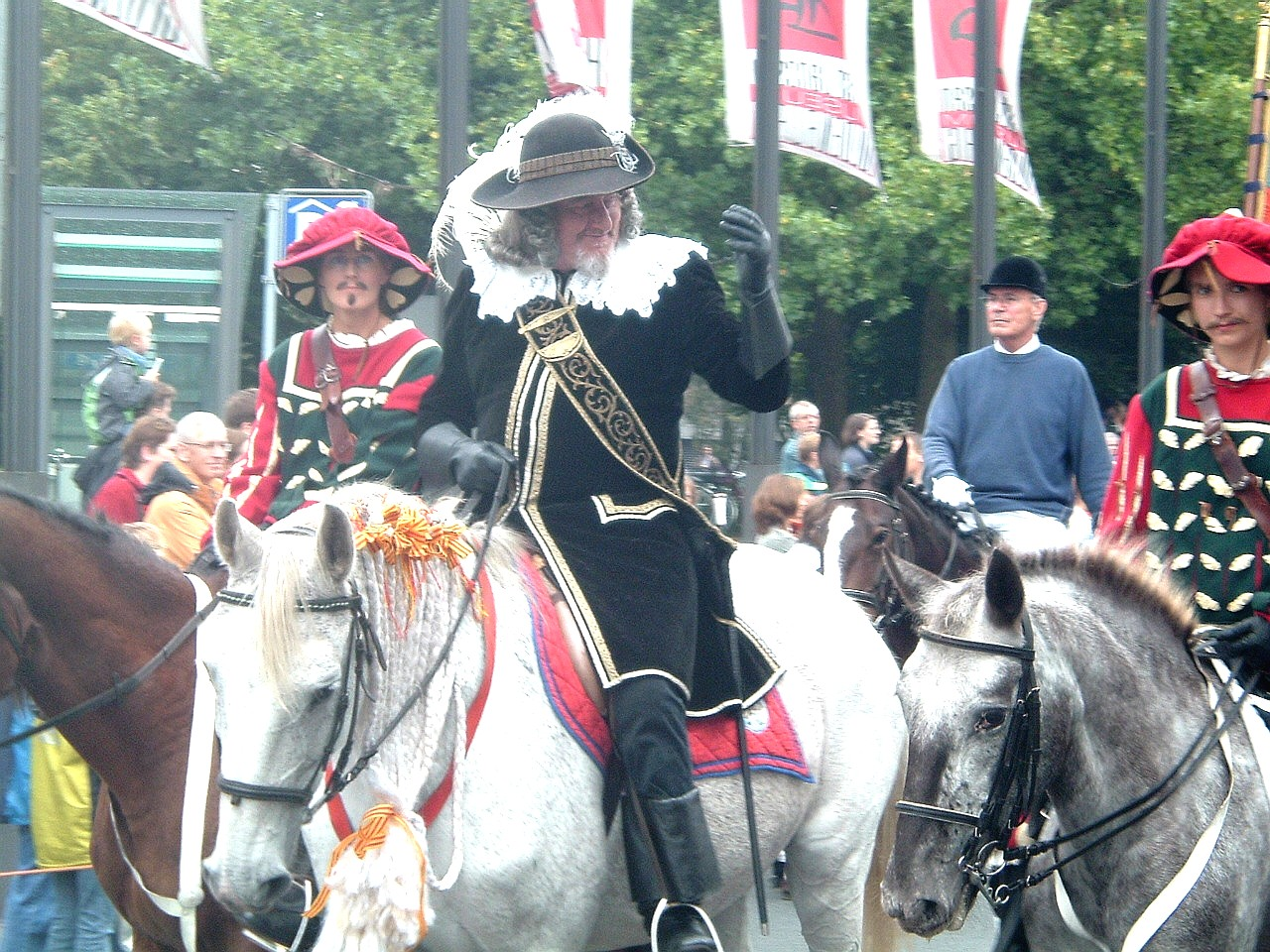
Graf Anton Günther an der Spitze des Festumzuges 2006

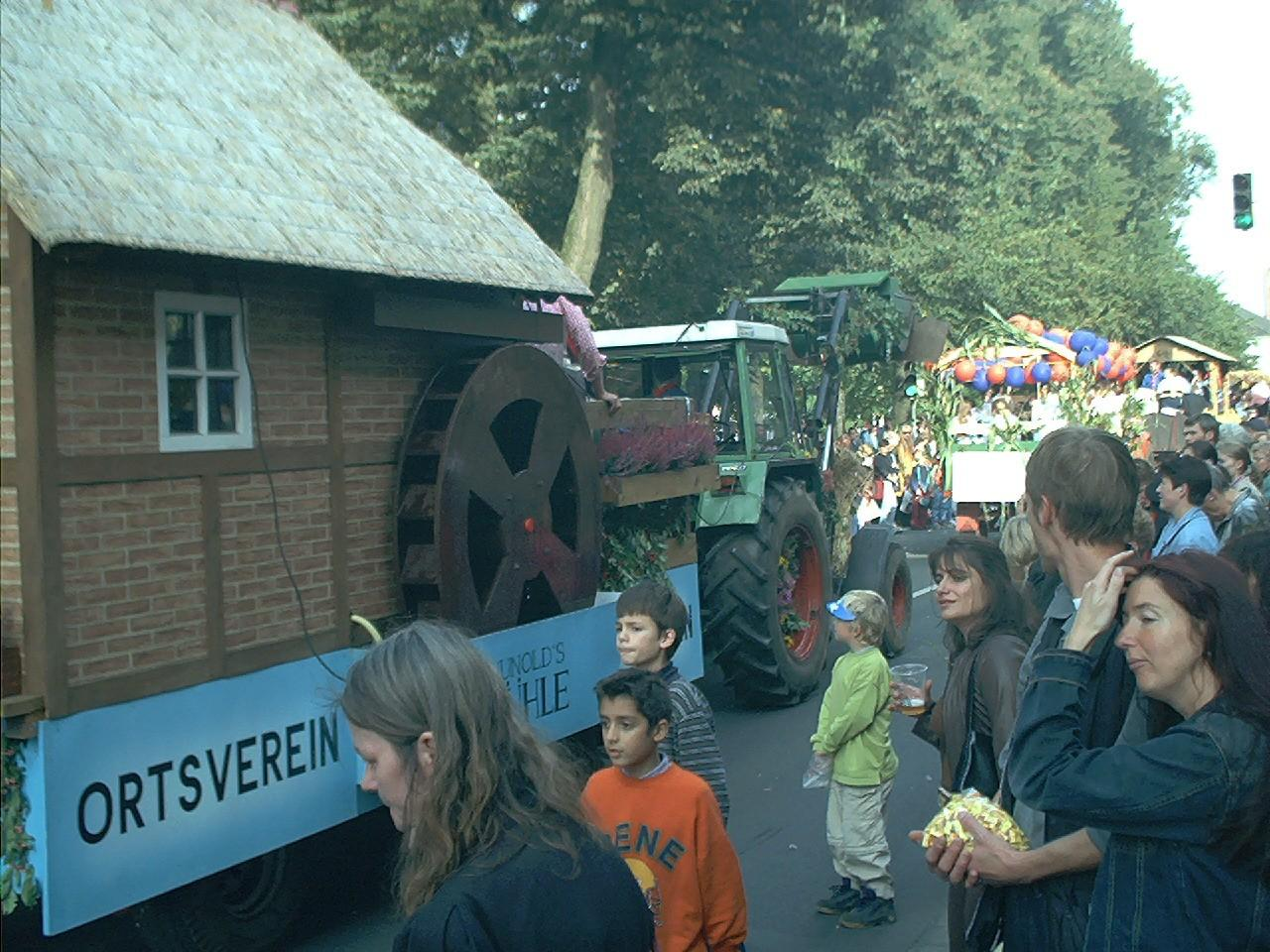
Festumzug vor dem Kramermarkt

Der Kramermarkt ist ein jährlich stattfindendes Volksfest in Oldenburg. Der Markt beginnt am Freitag zwischen dem 26. September und 2. Oktober und endet zehn Tage später. Die Zeit, in der der Kramermarkt stattfindet, wird in Oldenburg und in der Umgebung auch Die fünfte Jahreszeit genannt.

## Geschichte
Graf Anton Günther von Oldenburg (1583–1667) gilt durch seine Verordnung aus dem Jahre 1608 als Begründer des heutigen Kramermarktes. Fünf Tage lang wurden auf dem Rathausplatz zum Abschluss der Erntezeit die eingeholten Erträge gehandelt. Als Krahmer-Marckt waren die Marktbeschicker hauptsächlich Krämer und reisende Händler.
In den Anfängen des 19. Jahrhunderts wurde der Markt durch Schausteller und erste Fahrgeschäfte, wie Karussells erweitert. 1877 teilte die Stadtverwaltung den Markt wegen der nun sehr großen Anzahl an Buden auf. Die Händler blieben mit ihren Waren auf dem Rathausmarkt, die Fahrgeschäfte wurden fortan auf dem Pferdemarkt aufgebaut.
1962 wurde der Markt, wiederum aus Platzgründen, auf das Freigelände der Weser-Ems-Halle verlegt. Seither sind Händler und Fahrgeschäfte wieder zusammengelegt, wobei die Fahrgeschäfte den größeren Teil des Marktes ausmachen. Heute zählt der Kramermarkt mit rund 1,5 Millionen Besuchern auf dem 90.000 Quadratmeter großen Freigelände zu den größten Volksfesten Deutschlands (2008: Platz fünf unter den größten deutschen Märkten).
Der Kramermarkt findet seit 1990 an drei Sonn- und Feiertagen statt, da der 3. Oktober jedes Jahr in der Kramermarktszeit liegt.
Am 15. April 2020 beschlossen die Bundeskanzlerin und die Regierungschefs der deutschen Länder, dass wegen der COVID-19-Pandemie bis zum 31. August 2020 keine Großveranstaltungen in Deutschland stattfinden sollten. Diese Regelung wurde in Niedersachsen bis zum 31. Oktober 2020 verlängert. Daraufhin musste der Kramermarkt 2020 abgesagt werden. An seine Stelle trat der temporäre Freizeitpark „LaOLa“, der vom 17. September bis zum 11. Oktober 2020 stattfand.
2021 musste der Kramermarkt zum zweiten Mal aufgrund der Coronalage abgesagt werden, die Ersatzveranstaltung fand vom 16. September bis 10. Oktober 2021 statt.
Der nächste Kramermarkt wurde vom 30. September bis zum 9. Oktober 2022 ausgetragen.

## Verlauf

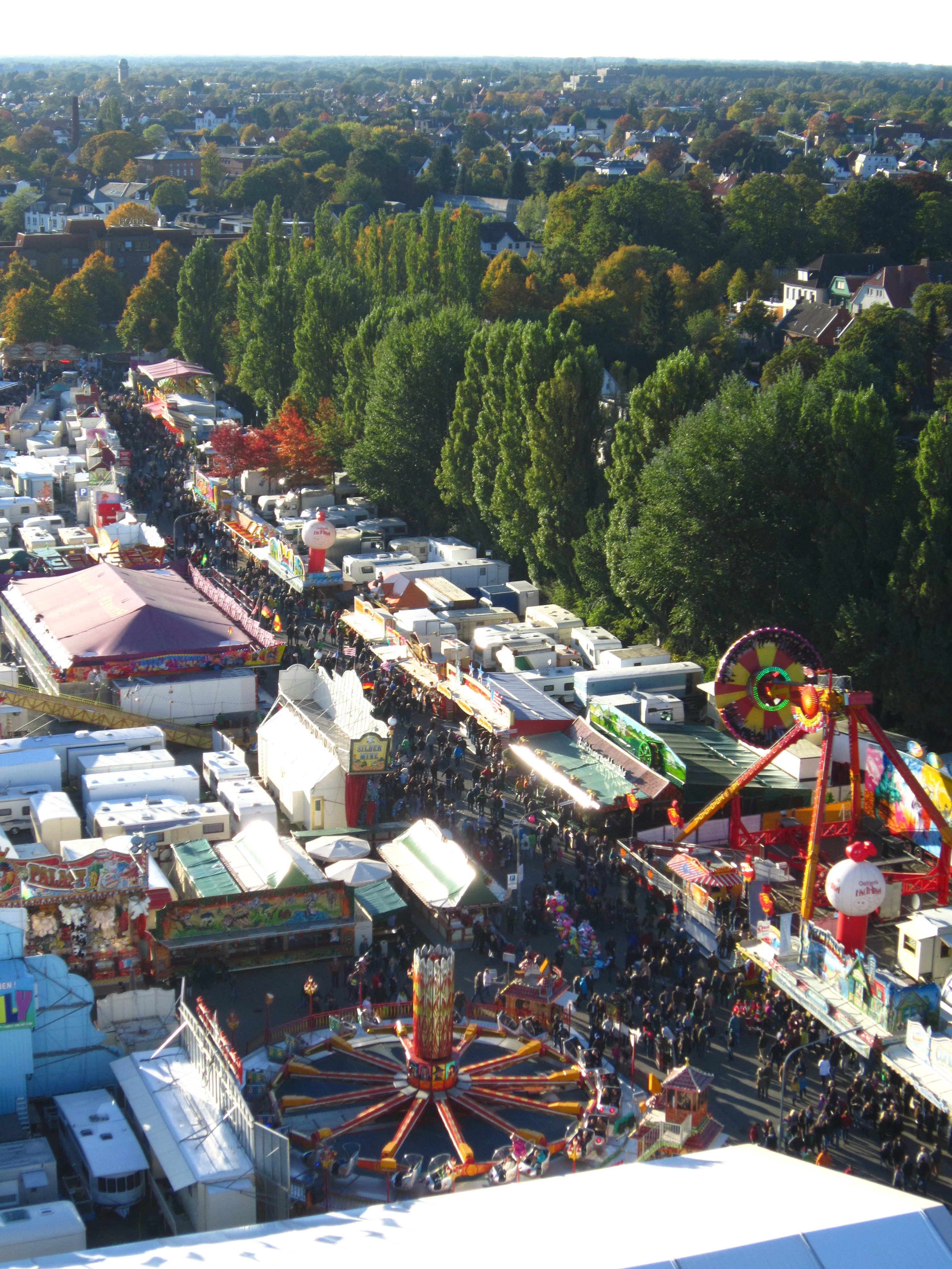
Kramermarktgetümmel von oben

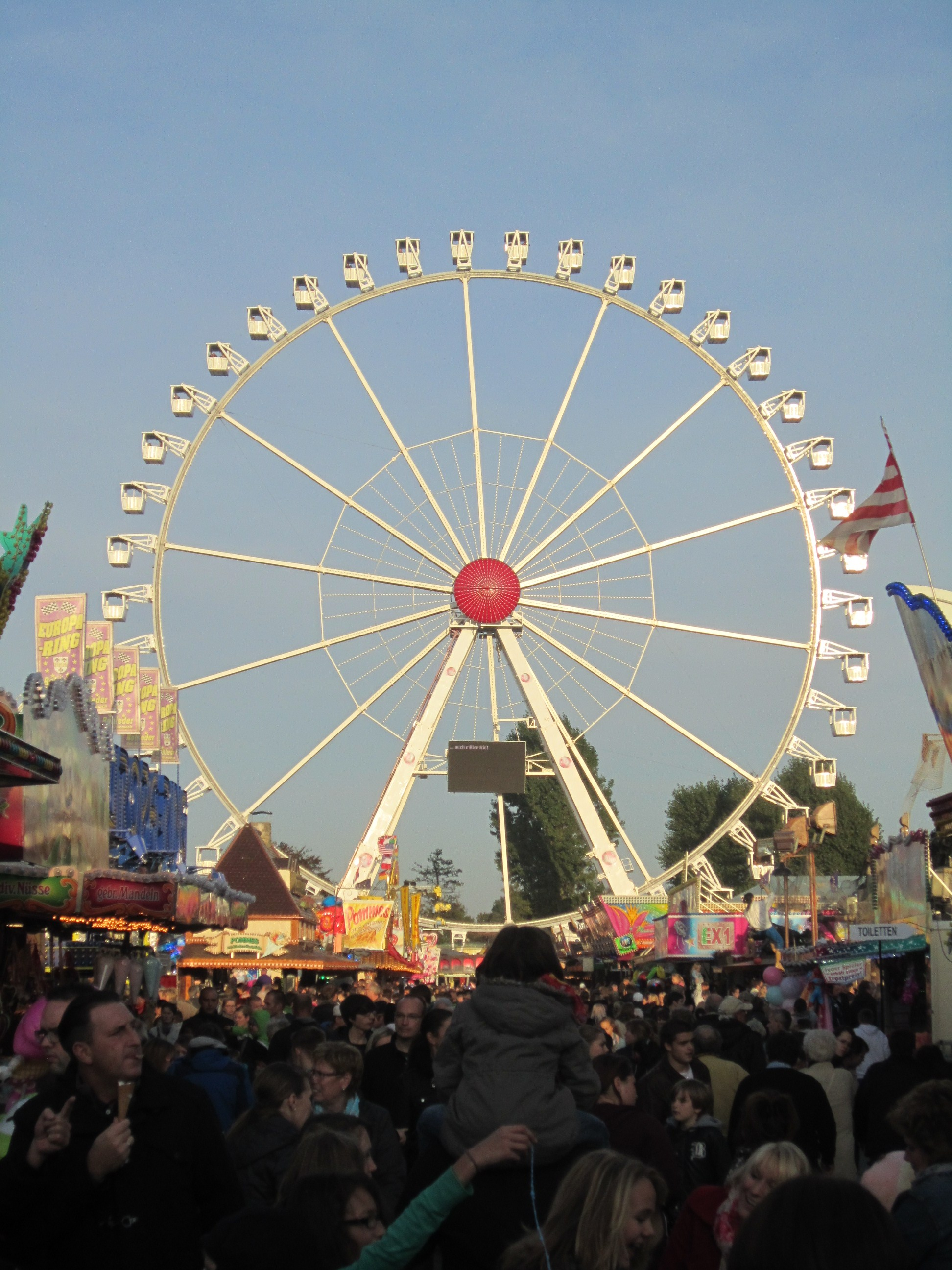
Kramermarktgetümmel von unten

Am ersten Samstag des Kramermarkts findet nachmittags ein Festumzug statt, an dessen Spitze die Figur eines der berühmtesten Bewohners Oldenburgs und Begründer des Marktes reitet: Graf Anton Günther. Früher wurde damit der Beginn des Festes eingeleitet. Seit 1992 beginnt der Markt aber schon Freitag; die Tradition des Umzugs ist geblieben. Die Route führt durch die Innenstadt Oldenburgs bis zum Marktgelände bei der Weser-Ems-Halle.
Das Marktgeschehen beginnt jeden Tag am frühen Nachmittag und dauert bis Mitternacht.
Während des Kramermarktes werden drei Feuerwerke gezündet: Am ersten Freitag ein größeres Eröffnungsfeuerwerk, am zweiten Freitag ein kleines Feuerwerk als Abschluss des Laternenumzuges für die Kinder und am letzten Sonntag um 22:00 Uhr ein großes Brillantfeuerwerk. Das ist traditionell das Ende des Marktes; die Schausteller dürfen aber den Betrieb bis später am Abend weiterführen.
Viele Schausteller fahren nach dem Kramermarkt direkt zu den nächsten Volksfesten in Norddeutschland, dem Gallimarkt in Leer und dem Bremer Freimarkt.